# Armorial des communes de la Lozère
- il comporte peu ou pas de sources.
- certaines figures sont encore dans un format bitmap et doivent être vectorisées.
- il reste des blasons à dessiner dans cet armorial.

Cette page donne les armoiries (figures et blasonnements) des communes de la Lozère, département français.
- Haut – A
- B
- C
- D
- E
- F
- G
- H
- I
- J
- K
- L
- M
- N
- O
- P
- Q
- R
- S
- T
- U
- V
- W
- X
- Y
- Z

0 dessin(s) en attente (voir : )

## A
| Blason de Albaret-le-Comtal | Blason  | De sinople à l'arbre d'argent, au chef cousu d'azur chargé d'une couronne comtale d'or. |
| Blason de Albaret-le-Comtal | Détails | * Ces armes emploient le terme « cousu » dans le seul but de contrevenir à la règle de contrariété des couleurs : elles sont fautives (azur sur sinople). Armes parlantes. (couronne comtale) Conflit héraldique : le blasonnement ne mentionne pas les perles d'argent sommant la couronne. Le statut officiel du blason reste à déterminer. |

| Blason de Altier | Blason  | De gueules à la fasce losangée d'argent et d'azur. |
| Blason de Altier | Détails | Le statut officiel du blason reste à déterminer.   |

| Blason de Arzenc-de-Randon | Blason  | De sinople au mouton d'argent surmonté de deux coquilles du même, au chef bastillé d'or chargé de trois pals d'azur. |
| Blason de Arzenc-de-Randon | Détails | Le statut officiel du blason reste à déterminer.                                                                     |

| Blason de Aumont-Aubrac | Blason  | De gueules au château d'argent, maçonné de sable, posé sur un roc aussi d'argent mouvant de la pointe et chargé d'un écusson d'or à l'aigle d'azur. |
| Blason de Aumont-Aubrac | Détails | Approuvé par délibération du conseil municipal le 24 mars 1956                                                                                      |

| Blason de Auroux | Blason  | De gueules à deux épées d'argent, garnies d'or et passées en sautoir, surmontées de trois étoiles d'or rangées en chef. |
| Blason de Auroux | Détails | Le statut officiel du blason reste à déterminer.                                                                        |

Pas d'information pour les communes suivantes : Albaret-Sainte-Marie, Allenc, Antrenas, Arzenc-d'Apcher

- Haut – A
- B
- C
- D
- E
- F
- G
- H
- I
- J
- K
- L
- M
- N
- O
- P
- Q
- R
- S
- T
- U
- V
- W
- X
- Y
- Z

## B
| Blason de Badaroux | Blason  | De gueules à la tour d'or accostée de deux étoiles d'argent et surmontée d'un ostensoir aussi d'or accosté de deux étoiles aussi d'argent, le tout enfermé dans un trescheur croiseté de huit pièces du même. |
| Blason de Badaroux | Détails | Le statut officiel du blason reste à déterminer. |

| Blason de Bagnols-les-Bains | Blason  | D'azur à la fontaine jaillissante d'argent surmontée de deux étoiles d'or. |
| Blason de Bagnols-les-Bains | Détails | Le statut officiel du blason reste à déterminer.                           |

| Blason de Balsièges | Blason  | De sinople au pont en dos d'âne d'une arche et deux demies d'argent maçonné de sable, mouvant des flancs, posé sur une rivière aussi d'argent, surmonté d'un lion couché contourné du même, accompagné, en chef à dextre, d'un roc d'échiquier aussi d'argent et, à senestre, d'un écusson cousu d'azur au chêne arraché d'or, de quatre branches passées en double sautoir, sommé, à dextre, d'une mitre du même et, à senestre, d'une tête de crosse épiscopale contournée aussi d'or. |
| Blason de Balsièges | Détails | * Ces armes emploient le terme « cousu » dans le seul but de contrevenir à la règle de contrariété des couleurs : elles sont fautives (azur sur sinople). Le statut officiel du blason reste à déterminer. |

| Blason de Banassac | Blason  | Parti : au premier d'azur à la coupe sigillée d'or, au second d'or aux quatre pals de gueules, le tout sommé d'un chef d'azur chargé de trois fers de lance d'argent.     |
| Blason de Banassac | Détails | Différences entre dessin et blasonnement : coupe d'or uniquement. Adoption officielle au cours de l'année 2008 suivant une décision du conseil municipal du 18 juin 2008. |

| Blason de Barre-des-Cévennes | Blason  | D'argent aux deux fasces de gueules.                              |
| Blason de Barre-des-Cévennes | Détails | Approuvé par délibération du conseil municipal le 12 juillet 1956 |

| Blason de Bassurels | Blason  | Coupé d'azur et d'or, vêtu de l'un en l'autre et à un soleil aussi de l'un en l'autre. |
| Blason de Bassurels | Détails | Le statut officiel du blason reste à déterminer.                                       |

| Blason de Bastide-Puylaurent (La) | Blason  | Parti: au 1) d'azur à un chêne englanté d'or à trois racines et quatre branches passées en sautoir; au 2) d'argent à une paire de skis de gueules en pal, les semelles affrontées. |
| Blason de Bastide-Puylaurent (La) | Détails | Le statut officiel du blason reste à déterminer. |

| Blason de Bédouès | Blason  | De gueules à la chèvre rampante d'or; au chef émanché d'or de quatre pièces; chaussé fascé ondé d'argent et d'azur de huit pièces. |
| Blason de Bédouès | Détails | Jean Claude Molinier, novembre 2011 Adoption par le conseil municipal en novembre 2011                                             |

| Blason de Bel-Air-Val-d'Ance | Blason  | D'azur à deux Aquilons d'argent mouvant des angles du chef, leurs souffles prolongés par deux bouffadous du même passés en sautoir et accompagnés en chef d'une abeille, à dextre d'une épée posée en barre et à senestre d'une clé posée en bande, le tout d'or; au mont de trois coupeaux posés en fasce d'argent et chargé d'une roue de moulin de gueules. Différences entre dessin et blasonnement : Les Aquilons sont dessinés occupant les angles du chef, mais sont dits mouvant de ceux-ci ; Les trois coupeaux sont dits posés en fasce, mais dessinés égaux et rangés en fasce et posés à plomb. |
| Blason de Bel-Air-Val-d'Ance | Détails | Le statut officiel du blason reste à déterminer. |

| Blason de Bleymard (Le) | Blason  | De gueules à la pointe d'argent.                                |
| Blason de Bleymard (Le) | Détails | Approuvé par délibération du conseil municipal le 22 avril 1956 |

| Blason de Bourgs sur Colagne | Blason  | Deux blasons accolés : 1) D'hermine au chef d'azur chargé de trois fleurs de lys d'or ; sur le tout, d'or au lion couronné de gueules, l'écusson touchant le trait du chef. 2) D'azur aux deux clefs liées et passées en sautoir, accostées des lettres U et V onciales, et à la croix épiscopale brochante, le tout d'or, sur le tout de gueules au chef émanché aussi d'or de quatre pièces. |
| Blason de Bourgs sur Colagne | Détails | Il s'agit des blasons respectifs des anciennes communes ayant fusionnées pour fomer Bourgs sur Colagne : Chirac et Le Monastier-Pin-Moriès. Adopté par la municipalité. |

| Blason de Brion | Blason  | D'azur au mont de six coupeaux d'argent, à la fasce ondée de sinople chargée de trois flammes d'or brochant en pointe, surmontée d'un bâton de pèlerin en forme de canne de berger de gueules aussi brochant, une gourde du même brochant sur le fût sous la crosse, accompagné en chef de deux étoiles de six rais aussi d'argent. |
| Blason de Brion | Détails | Conflit héraldique : le dessin ne représente pas nettement six coupeaux. Le statut officiel du blason reste à déterminer. |

Pas d'information pour les communes suivantes : Barjac (Lozère), Belvezet, Les Bessons, Blavignac, Les Bondons, Le Born (Lozère), Brenoux, Le Buisson (Lozère)

- Haut – A
- B
- C
- D
- E
- F
- G
- H
- I
- J
- K
- L
- M
- N
- O
- P
- Q
- R
- S
- T
- U
- V
- W
- X
- Y
- Z

## C
| Blason de Canilhac | Blason  | D'azur au lévrier rampant d'argent, colleté de gueules, à la bordure componée d'argent et d'azur. |
| Blason de Canilhac | Détails | Armes parlantes. (can-, racine du chien) Le statut officiel du blason reste à déterminer.         |

| Blason de Canourgue (La) | Blason  | Parti : au premier mi-parti d'azur à trois fleurs de lys d'or, au second d'argent à un lévrier de sable courant en bande, colleté d'or. |
| Blason de Canourgue (La) | Détails | Armes parlantes. (can-, racine du chien) Armorial d'Hozier, 1697                                                                        |

| Blason de Cassagnas | Blason  | De gueules à la bande d'argent chargée de quatre feuilles de chêne du champ posées à plomb, accompagnée en chef d'une cloche et en pointe de deux moutons passants rangés en bande, celui en pointe brochant sur celui en chef, le tout d'argent. |
| Blason de Cassagnas | Détails | Armes parlantes. (allusion étymologique au chêne) Approuvé par délibération du conseil municipal le 28 octobre 2015. |

| Blason de Chanac | Blason  | Écartelé : au premier et au quatrième de gueules à trois roses d'or, au deuxième et au troisième fascé d'or et d'azur de six pièces ; sur le tout d'argent à l'aigle de sable. |
| Blason de Chanac | Détails | Approuvé par délibération du conseil municipal en 1956 |

| Blason de Chastanier | Blason  | De sinople au calice d'or accompagné en chef d'une coquille versée d'argent et en pointe d'une jumelle ondée du même; à huit épis tigés et feuillés d'or mouvant de la pointe en deux bouquets de quatre, de part et d'autre du calice et de la coquille, et brochant sur la jumelle. |
| Blason de Chastanier | Détails | Le statut officiel du blason reste à déterminer. |

| Blason de Châteauneuf-de-Randon | Blason  | D'or aux trois pals d'azur, au chef de gueules ; à l'écusson d'argent en abîme, chargé d'une aigle bicéphale de sable, becquée et membrée de gueules, et d'une cotice du même brochant. |
| Blason de Châteauneuf-de-Randon | Détails | Approuvé par délibération du conseil municipal le 29 avril 1956 |

| Blason de Chaudeyrac | Blason  | Parti : au 1er de sinople à une tour ruinée d'argent, maçonnée de sable et ouverte du champ, au 2d d'argent à un manteau de gueules posé sur le fil d'une épée basse d'or, posée en barre ; au chef d'or chargé de quatre pals de gueules. |
| Blason de Chaudeyrac | Détails | Création Jean-François Binon. Le statut officiel du blason reste à déterminer. |

| Blason de Chaulhac | Blason  | Parti : au 1er d'argent à trois fasces ondées d'azur, au 2d coupé au I d'or à un caducée d'azur, au II de sinople à un glaive renversé en barre d'argent, garni d'or. |
| Blason de Chaulhac | Détails | Le statut officiel du blason reste à déterminer. |

| Blason de Cheylard-l'Évêque | Blason  | Parti : au 1er de sinople à une crosse d'évêque contournée d'or, au 2d d'or à deux montagnes isolées de trois coupeaux de sinople, l'une au-dessus de l'autre. |
| Blason de Cheylard-l'Évêque | Détails | Adopté en 2021. |

| Blason de Chirac | Blason  | D'hermine au chef de France sur le tout d'or au lion couronné de gueules, l'écusson touchant le trait du chef. |
| Blason de Chirac | Détails | Le statut officiel du blason reste à déterminer.                                                               |

| Blason de Cocurès | Blason  | De gueules à deux truites d'argent posées en chevron, accompagnées de trois rochers d'or. |
| Blason de Cocurès | Détails | Le statut officiel du blason reste à déterminer.                                          |

| Blason de Cubières | Blason  | Parti: au 1er de gueules à l'étoile d'or, au 2e d'azur au griffon du même, lampassé et vilené d'argent, la queue passée entre les pattes. |
| Blason de Cubières | Détails | Le statut officiel du blason reste à déterminer.                                                                                          |

| Blason de Cubiérettes | Blason  | Divisé en chevron renversé: au 1er d'azur à un pont droit d'argent maçonné de sable et mouvant de la partition et accompagné dans l'arche d'une roue de moulin d'argent, au 2e de sinople chargé des lettres onciales A et M d'or. |
| Blason de Cubiérettes | Détails | Le statut officiel du blason reste à déterminer. |

Pas d'information pour les communes suivantes : Chadenet, Chambon-le-Château, Chasseradès, Chastel-Nouvel, Chauchailles, La Chaze-de-Peyre, Le Collet-de-Dèze, Cultures

- Haut – A
- B
- C
- D
- E
- F
- G
- H
- I
- J
- K
- L
- M
- N
- O
- P
- Q
- R
- S
- T
- U
- V
- W
- X
- Y
- Z

## E
Pas d'information pour les communes suivantes : Esclanèdes, Estables

## F
| Blason de Fage-Montivernoux (La) | Blason  | De pourpre à un fayard (hêtre) arraché de sinople, à une salamandre contournée et regardante d'argent languée et allumée de gueules brochant sur le fût de l'arbre, accompagnés en chef, à dextre, d'une croisette de Malte, à senestre, d'une coquille, et, mouvant de la pointe, de trois coupeaux rangés en fasce, le tout d'argent. |
| Blason de Fage-Montivernoux (La) | Détails | Conflit héraldique : la salamandre n'est pas représentée languée et allumée de gueules. Le statut officiel du blason reste à déterminer. |

| Blason de Fau-de-Peyre | Blason  | Chapé-ployé: au 1) d'or au hêtre arraché de gueules; au 2) parti d'argent à l'aigle de sable, et d'azur à la tour d'argent ouverte et ajourée du champ. |
| Blason de Fau-de-Peyre | Détails | Le statut officiel du blason reste à déterminer. |

| Blason de Florac | Blason  | De gueules à trois étoiles d'or.                                   |
| Blason de Florac | Détails | Approuvé par délibération du conseil municipal le 25 décembre 1859 |

| Blason de Fontanes | Blason  | Coupé-crénelé: au 1er d'azur à deux fontaines d'argent, au 2e de sinople à deux fontaines d'argent; à la hallebarde contournée du même brochant en cœur. |
| Blason de Fontanes | Détails | Armes parlantes. (fontaines) Le statut officiel du blason reste à déterminer.                                                                            |

| Blason de Fournels | Blason  | D'azur à un rocher d'argent, surmonté de deux étoiles du même.     |
| Blason de Fournels | Détails | Approuvé par délibération du conseil municipal le 1er juillet 1956 |

| Blason de Fraissinet-de-Fourques | Blason  | De sinople, au pont d'une arche d'argent, maçonné de sable ; l'arche contenant une roue de moulin du second, le tout baignant dans une mer réduite d'azur, ondulée d'argent ; à une branche de frêne d'or, s'élevant sur le pont, feuillée de sept pièces, accostée de deux demi brebis arrêtées et affrontées d'argent, se mouvant des flancs de l'écu sur le pont et accompagnées en chef dextre d'un fouet d'argent, garni de boules pointées, mis en barre, et au senestre d'une épée de même, mise en bande. |
| Blason de Fraissinet-de-Fourques | Détails | Le statut officiel du blason reste à déterminer. |

Pas d'information pour les communes suivantes : La Fage-Saint-Julien, Fontans et Fraissinet-de-Lozère.
- Haut – A
- B
- C
- D
- E
- F
- G
- H
- I
- J
- K
- L
- M
- N
- O
- P
- Q
- R
- S
- T
- U
- V
- W
- X
- Y
- Z

## G
| Blason de Gatuzières | Blason  | De gueules aux trois lionceaux d'or.             |
| Blason de Gatuzières | Détails | Le statut officiel du blason reste à déterminer. |

| Blason de Grandrieu | Blason  | D'or aux deux pals de gueules.                                |
| Blason de Grandrieu | Détails | Approuvé par délibération du conseil municipal le 27 mai 1956 |

- Pas de blason connu pour Grèzes

Pas d'information pour les communes suivantes : Gabriac (Lozère), Gabrias, Grandvals
- Haut – A
- B
- C
- D
- E
- F
- G
- H
- I
- J
- K
- L
- M
- N
- O
- P
- Q
- R
- S
- T
- U
- V
- W
- X
- Y
- Z

## H
Pas d'information pour les communes suivantes : Les Hermaux, Hures-la-Parade

## I
| Blason de Ispagnac | Blason  | De gueules au château de trois tours crénelées d'argent, ouvert, ajouré et maçonné de sable. Devise / Cri« Fidèle à son passé, fière de son présent, la commune d'Ispagnac regarde l'avenir avec sérénité ». |
| Blason de Ispagnac | Détails | Le statut officiel du blason reste à déterminer. |
| Blason de Ispagnac | Alias   | D'argent à un château de trois tours de gueules ouvert, ajouré et maçonné de sable.[réf. nécessaire] |

## J
| Blason de Javols | Blason  | Écartelé, au 1 et 4 de gueules à un tonneau d'or, au 2 et 3, d'azur à une amphore d'or ; sur le tout : d'argent à l'aigle de sable (qui est de Peyre).. |
| Blason de Javols | Détails | M. Michel Thuault officialisé le 24 avril 2010 |

Pas d'information pour les communes suivantes : Julianges
- Haut – A
- B
- C
- D
- E
- F
- G
- H
- I
- J
- K
- L
- M
- N
- O
- P
- Q
- R
- S
- T
- U
- V
- W
- X
- Y
- Z

## L
| Blason de Lachamp | Blason  | D'argent au chevron écimé surmonté d'une rose et soutenu d'une billette, le tout de sable. |
| Blason de Lachamp | Détails | Le statut officiel du blason reste à déterminer.                                           |

| Blason de Langogne | Blason  | D'or à quatre pals de gueules, au chef d'azur chargé d'une lettre L onciale d'argent. |
| Blason de Langogne | Détails | Approuvé par délibération du conseil municipal, date inconnue                         |

| Blason de Laubies (Les) | Blason  | D'or à quatre pals de gueules, le pal de senestre chargé en chef d'une fleur de lis d'argent; sur le tout, un écu en bannière d'or chargé d'une tête de loup contournée, arrachée de gueules, allumée et dentée d'argent. |
| Blason de Laubies (Les) | Détails | Le statut officiel du blason reste à déterminer. |

| Blason de Laval-Atger | Blason  | De gueules à la fontaine d'argent, chaussé d'argent aux deux abeilles de gueules ; au chef échiqueté d'azur et d'argent de deux tires. |
| Blason de Laval-Atger | Détails | Le statut officiel du blason reste à déterminer.                                                                                       |

| Blason de Luc | Blason  | D'or à la bande d'azur chargée d'un brochet d'argent. |
| Blason de Luc | Détails | Le statut officiel du blason reste à déterminer.      |

Pas d'information pour les communes suivantes : Lajo, Lanuéjols (Lozère), Laubert, Laval-du-Tarn
- Haut – A
- B
- C
- D
- E
- F
- G
- H
- I
- J
- K
- L
- M
- N
- O
- P
- Q
- R
- S
- T
- U
- V
- W
- X
- Y
- Z

## M
| Blason de Malène (La) | Blason  | Parti : au premier d'argent à la couronne de laurier de sinople, au chef de gueules chargé de trois étoiles d'or, au second de gueules au lion d'argent, accompagné de sept besants du même ordonnés en orle. |
| Blason de Malène (La) | Détails | Le statut officiel du blason reste à déterminer. |

| Blason de Malzieu-Ville (Le) | Blason  | De sinople à la tour d'argent, ouverte, ajourée et maçonnée de sable, au chef cousu d'azur chargé d'une lettre M onciale d'or, au franc-canton d'argent chargé d'une croix patriarcale de gueules.                      |
| Blason de Malzieu-Ville (Le) | Détails | * Ces armes emploient le terme « cousu » dans le seul but de contrevenir à la règle de contrariété des couleurs : elles sont fautives (Azur sur sinople). Approuvé par délibération du conseil municipal, date inconnue |

| Blason de Marvejols | Blason  | D'azur au château de trois tours d'argent, celle du milieu plus haute, le château ouvert, ajouré et maçonné de sable, surmonté d'une main dextre vêtue d'un gantelet aussi d'argent tenant une fleur de lys d'or. |
| Blason de Marvejols | Détails | Approuvé par délibération du conseil municipal, date inconnue |

| Blason de Massegros (Le) | Blason  | Coupé d'or et d'argent à quatre pals de gueules brochant.       |
| Blason de Massegros (Le) | Détails | Approuvé par délibération du conseil municipal le 22 avril 1956 |

| Blason de Mende | Blason  | D'azur à la lettre M onciale d'or surmontée d'un soleil du même. |
| Blason de Mende | Détails | Armorial d'Hozier, 1698                                          |

| Blason de Meyrueis | Blason  | D'azur au lion d'or, lampassé et armé de gueules, tenant de sa patte senestre une lettre M onciale d'argent. |
| Blason de Meyrueis | Détails | "marque" concédée en 1419 à la communauté des habitants pour estampiller les draps de laine vendus aux foires de Meyrueis, par le comte Jean IV d'Armagnac, baron de Meyrueis. Devenue armoiries de la ville en 1432 lors le l'institution du Consulat en remplacement du Syndicat institué en 1229. Enregistrées à l'Armorial d'Hozier en 1696 (certificat conservé aux archives municipales) |

| Blason de Moissac-Vallée-Française | Blason  | Parti en 1 d’azur à deux chevrons d’argent accompagnés en cœur d’une église du même en 2 de gueules à une chèvre rampante d’or. |
| Blason de Moissac-Vallée-Française | Détails | Le statut officiel du blason reste à déterminer.                                                                                |

| Blason de Monastier-Pin-Moriès (Le) | Blason  | D'azur aux deux clefs liées et passées en sautoir, accostées des lettres U et V onciales, et à la croix épiscopale brochante, le tout d'or, sur le tout de gueules à quatre émanches d'or en chef. |
| Blason de Monastier-Pin-Moriès (Le) | Détails | Le statut officiel du blason reste à déterminer. |

| Blason de Montrodat | Blason  | De gueules aux trois besants d'or.               |
| Blason de Montrodat | Détails | Le statut officiel du blason reste à déterminer. |

Pas d'information pour les communes suivantes : Malbouzon, Le Malzieu-Forain, Marchastel (Lozère), Mas-d'Orcières, Mas-Saint-Chély, Molezon, Montbel (Lozère), Montbrun (Lozère), Les Monts-Verts

- Haut – A
- B
- C
- D
- E
- F
- G
- H
- I
- J
- K
- L
- M
- N
- O
- P
- Q
- R
- S
- T
- U
- V
- W
- X
- Y
- Z

## N
| Blason de Nasbinals | Blason  | D'argent à l'aigle de sable; au chef de gueules chargé d'une croix de Malte d'argent, accostée de deux coquilles d'or. |
| Blason de Nasbinals | Détails | Approuvé par délibération du conseil municipal, date inconnue                                                          |

| Blason de Naussac-Fontanes | Blason  | Coupé ondé: au 1er de sinople à la fontaine d'argent, au 2e d'azur à la truite d'argent. |
| Blason de Naussac-Fontanes | Détails | Armes parlantes. (fontaine) Adopté le 7 avril 2016.                                      |

Pas d'information pour les communes suivantes : Noalhac

- Haut – A
- B
- C
- D
- E
- F
- G
- H
- I
- J
- K
- L
- M
- N
- O
- P
- Q
- R
- S
- T
- U
- V
- W
- X
- Y
- Z

## P
| Blason de Paulhac-en-Margeride | Blason  | D'argent aux deux bêtes du Gévaudan affrontées de sable, allumées et armées de gueules, sur un mont de sinople, surmontées d'une croisette de Malte aussi de gueules. |
| Blason de Paulhac-en-Margeride | Détails | Le statut officiel du blason reste à déterminer. |

| Blason de Pelouse | Blason  | D'or aux deux molettes d'éperon de sable, mantelé de sinople au chêne d'or.                |
| Blason de Pelouse | Détails | Différences entre dessin et blasonnement. Le statut officiel du blason reste à déterminer. |

| Blason de Pied-de-Borne | Blason  | De gueules à la fasce losangée d'or et de sinople. |
| Blason de Pied-de-Borne | Détails | Le statut officiel du blason reste à déterminer.   |

| Blason de Pont-de-Montvert (Le) | Blason  | De sinople au pont en dos d'âne de deux arches inégales d'argent, flanqué à senestre d'une tour couverte du même, maçonnée de sable, ajourée du champ, posé sur des ondes aussi d'argent mouvant de la pointe, la tour adextrée d'une abeille volant d'or. |
| Blason de Pont-de-Montvert (Le) | Détails | Conflit héraldique : le blasonnement dit la tour ajourée du champ ; le dessin la représente ajourée d'argent. Approuvé par délibération du conseil municipal en avril 1950                                                                                 |

| Blason de Prunières | Blason  | Parti au premier gironné d'argent et d'azur à la couronne à l'antique brochant en cœur, au second d'or à l'aigle au vol abaissé et à la tête contournée de sable. |
| Blason de Prunières | Détails | Le statut officiel du blason reste à déterminer. |

Pas d'information pour les communes suivantes : Palhers, La Panouse, Pierrefiche (Lozère), Le Pompidou, Pourcharesses, Prévenchères, Prinsuéjols
- Haut – A
- B
- C
- D
- E
- F
- G
- H
- I
- J
- K
- L
- M
- N
- O
- P
- Q
- R
- S
- T
- U
- V
- W
- X
- Y
- Z

## Q
| Blason de Quézac | Blason  | Parti de gueules et d'azur au monogramme de la Vierge AM entrelacé d'argent accompagné de douze étoiles d'or ordonnées en orle et, en pointe, d'une fontaine jaillissante aussi d'argent, le tout brochant sur la partition ; au chef émanché d'or de quatre pièces. |
| Blason de Quézac | Détails | Le statut officiel du blason reste à déterminer. |

- Haut – A
- B
- C
- D
- E
- F
- G
- H
- I
- J
- K
- L
- M
- N
- O
- P
- Q
- R
- S
- T
- U
- V
- W
- X
- Y
- Z

## R
| Blason de Recoules-d’Aubrac | Blason  | D'azur à deux léopards affrontés d'or tenant entre leurs pattes antérieures une tête humaine, posés sur un listel, le tout d'or; au chef de vair de trois tires; à trois besants d'or chargés chacun d'une croisette pattée de gueules, deux en chef et un en pointe. |
| Blason de Recoules-d’Aubrac | Détails | Le statut officiel du blason reste à déterminer. |

| Blason de Recoux (Le) | Blason  | D'argent aux cinq rochers de gueules ordonnés 3 et 2, soutenus d'une rose du même. |
| Blason de Recoux (Le) | Détails | Le statut officiel du blason reste à déterminer.                                   |

| Blason de Rimeize | Blason  | Tranché : au premier d'or au château donjonné de gueules, le donjon accosté de deux haches d'armes adossées d'azur, au second d'argent à l'aigle de sable ; à la bande ondée de sinople brochant sur la partition ; au pont en dos d'âne de trois arches de gueules maçonné de sable brochant en abîme sur le tout, l'arche centrale de la largeur de la bande. |
| Blason de Rimeize | Détails | Le statut officiel du blason reste à déterminer. |

| Blason de Rozier (Le) | Blason  | D'or, au pairle ondé d'azur, accompagné en chef d'un calice gallo-romain, sigillé, de gueules et de deux roses feuillées et tigées du même aux flancs. |
| Blason de Rozier (Le) | Détails | Armes parlantes. (roses) Le statut officiel du blason reste à déterminer.                                                                              |

| Blason de Rousses | Blason  | Parti: au 1er de gueules à l'étoile d'or,au 2e d'argent à deux fasces de gueules; au pal ondé d'azur, chargé de trois rochers d'or brochant sur la partition. |
| Blason de Rousses | Détails | Adopté le 18 novembre 2011. |

- Pas de blason connu pour Ribennes

Pas d'information pour les communes suivantes : Recoules-de-Fumas, Rieutort-de-Randon, Rocles (Lozère)
- Haut – A
- B
- C
- D
- E
- F
- G
- H
- I
- J
- K
- L
- M
- N
- O
- P
- Q
- R
- S
- T
- U
- V
- W
- X
- Y
- Z

## S
| Blason de Saint-Alban-sur-Limagnole | Blason  | Palé d'azur et de gueules, semé de roses d'or brochant sur les partitions ; sur le tout d'argent au noyer arraché de sinople. |
| Blason de Saint-Alban-sur-Limagnole | Détails | Approuvé par délibération du conseil municipal, date inconnue                                                                 |

| Blason de Saint-Amans | Blason  | D'or à trois pals d'azur, au chef de gueules.                 |
| Blason de Saint-Amans | Détails | Approuvé par délibération du conseil municipal le 3 juin 1956 |

| Blason de Saint-Andéol-de-Clerguemort | Blason  | D'azur à Saint Andéol diacre d'or.               |
| Blason de Saint-Andéol-de-Clerguemort | Détails | Le statut officiel du blason reste à déterminer. |

| Blason de Saint-André-Capcèze | Blason  | De gueules à la fasce losangée d'or et d'azur.                                             |
| Blason de Saint-André-Capcèze | Détails | Différences entre dessin et blasonnement. Le statut officiel du blason reste à déterminer. |

| Blason de Saint-Bauzile | Blason  | D'azur, à une tour d'argent, maçonnée de sable, posée sur une plaine herbée cousue de sinople et accostée de deux brebis affrontées aussi d'argent passant sur la plaine ; le tout accompagné en chef de trois fontaines de même. |
| Blason de Saint-Bauzile | Détails | Officiel |

| Blason de Saint-Bonnet-de-Montauroux | Blason  | D'azur au pont de trois arches sommé d'un château, le tout d'argent et maçonné de sable, le château ouvert du champ. |
| Blason de Saint-Bonnet-de-Montauroux | Détails | Le statut officiel du blason reste à déterminer.                                                                     |

| Blason de Saint Bonnet-Laval | Blason  | De gueules au pont de trois arches, sommé d'un château de deux tours, le tout d'argent maçonné de sable; chaussé d'or chargé de deux têtes de lions affrontées de vair, couronnées et lampassées de gueules ; le tout sommé d'un chef échiqueté d'azur et d'argent de deux tires. |
| Blason de Saint Bonnet-Laval | Détails | Conflit héraldique : le blasonnement annonce un pont de "trois arches" ; le dessin n'en montre qu'une. Le statut officiel du blason reste à déterminer. |

| Blason de Saint-Chély-d'Apcher | Blason  | D'or au château sommé de trois tours de gueules, ouvert, ajouré et maçonné de sable, la tour du milieu plus élevée, accostée de deux haches d'armes adossées d'azur. |
| Blason de Saint-Chély-d'Apcher | Détails | Approuvé par délibération du conseil municipal, date inconnue |

| Blason de Saint-Georges-de-Lévéjac | Blason  | D'argent à un pal de gueules chargé d'un dragon d'or et accosté de deux serpents affrontés de gueules, mis en pal. |
| Blason de Saint-Georges-de-Lévéjac | Détails | Armes parlantes. (le dragon fait allusion à Saint-Georges) Le statut officiel du blason reste à déterminer.        |

| Blason de Saint-Germain-de-Calberte | Blason  | Parti : au premier bandé d'or et de sinople de six pièces, au second de gueules au chef émanché d'or de quatre pièces. |
| Blason de Saint-Germain-de-Calberte | Détails | Approuvé par délibération du conseil municipal le 8 avril 1956                                                         |

| Blason de Saint-Germain-du-Teil | Blason  | De gueules au heaume d'or taré de trois-quarts, accompagné de trois étoiles d'argent. |
| Blason de Saint-Germain-du-Teil | Détails | Approuvé par délibération du conseil municipal le 22 avril 1956                       |

| Blason de Saint-Julien-des-Points | Blason  | Coupé : au premier bandé d'or et de sinople, au second d'azur à la hallebarde d'or accostée de deux soroses (mûres) du même. |
| Blason de Saint-Julien-des-Points | Détails | Le statut officiel du blason reste à déterminer.                                                                             |

| Blason de Saint-Laurent-de-Trèves | Blason  | Écartelé : aux 1 et 4, de sable, à la croix engrêlée d'or, cantonnée de dix-huit billettes du même, 5 à chaque canton du chef, et 4 à chaque canton de la pointe, aux 2 et 3, d'argent, à deux fasces de gueules (de Barre) ; sur le tout, d'azur, au bélier d'argent, accorné et onglé d'or, accompagné en chef d'une étoile d'or. |
| Blason de Saint-Laurent-de-Trèves | Détails | Le statut officiel du blason reste à déterminer. |

| Blason de Saint-Maurice-de-Ventalon | Blason  | D'or à la fasce losangée d'or et de sable.       |
| Blason de Saint-Maurice-de-Ventalon | Détails | Le statut officiel du blason reste à déterminer. |

| Blason de Saint-Laurent-de-Veyrès | Blason  | D'argent au pal d'azur, à trois grils, le manche en bas, mal ordonnés de l'un en l'autre. |
| Blason de Saint-Laurent-de-Veyrès | Détails | Armes parlantes. (allusion à Saint-Laurent, mort sur un gril) Adopté en juin 2001         |

| Blason de Saint-Paul-le-Froid | Blason  | Parti: au 1er d'azur au cristal de neige d'argent en chef et à l'épée d'or la pointe brochant au centre du cristal, au 2e d'or au château de deux tours, donjonné d'une tour plus élevée, d'azur maçonné de sable, le donjon accosté de deux haches adossées d'argent mouvant du château. |
| Blason de Saint-Paul-le-Froid | Détails | Le statut officiel du blason reste à déterminer. |

| Blason de Saint-Pierre-des-Tripiers | Blason  | Coupé: au 1er d'azur aux clefs de Saint-Pierre passées en sautoir, celle posée en bande d'or, l'autre d'argent, au 2e d'argent au vautour de sable, la tête contournée et le col d'argent, membré du même, becqué de sable, posé sur un mont de sinople de trois coupeaux sommant une rivière de deux ondes d'azur mouvant de la pointe. |
| Blason de Saint-Pierre-des-Tripiers | Détails | * Il y a là non-respect de la règle de contrariété des couleurs : ces armes sont fautives (azur sur sinople). Armes parlantes. (clés de Saint-Pierre) Adopté le 31 août 2018. |

| Blason de Saint-Rome-de-Dolan | Blason  | De gueules à la cardabelle d'or, chapé d'argent aux deux têtes de brebis affrontées de gueules. |
| Blason de Saint-Rome-de-Dolan | Détails | Le statut officiel du blason reste à déterminer.                                                |

| Blason de Sainte-Colombe-de-Peyre | Blason  | D'azur aux deux colombes affrontées d'argent, au chef du même chargé d'une aigle de sable. |
| Blason de Sainte-Colombe-de-Peyre | Détails | Armes parlantes. (colombes) Le statut officiel du blason reste à déterminer.               |

| Blason de Sainte-Enimie | Blason  | D'azur à l'écusson d'or chargé de six tourteaux de gueules en orle, accompagné de trois fleurs de lys aussi d'or, au chef bastillé de cinq pièces cousu de gueules chargé d'une couronne à l'antique d'or, accostée de deux lys de jardin d'argent, tigés et feuillés d'or, mouvant du trait du chef. |
| Blason de Sainte-Enimie | Détails | Approuvé par délibération du conseil municipal, date inconnue |

| Blason de Sainte-Eulalie | Blason  | D'argent au mont de sinople posé sur une rivière d'azur, sommé d'une marmite de sable percée du champ. |
| Blason de Sainte-Eulalie | Détails | Le statut officiel du blason reste à déterminer.                                                       |

| Blason de Les Salces | Blason  | Écartelé: au 1er d'or à la lettre capitale L d'azur, au 2e de sinople au rencontre de vache au naturel, au 3e de gueules à la branche de gentiane tigée, feuillée et fleurie au naturel, au 3e d'or à la lettre capitale S d'azur. |
| Blason de Les Salces | Détails | Le statut officiel du blason reste à déterminer. |

| Blason de Salle-Prunet (La) | Blason  | De pourpre à un château d'argent maçonné de sable et surmonté d'un dolmen d'argent. |
| Blason de Salle-Prunet (La) | Détails | Adopté en juin 2001.                                                                |

| Blason de Serverette | Blason  | D'azur, à la tour d'argent ouverte de sable, au chef du même chargé de trois corbeaux de sable. |
| Blason de Serverette | Détails | Le statut officiel du blason reste à déterminer.                                                |

Pas d'information pour les communes suivantes : Saint-André-de-Lancize, Saint-Bonnet-de-Chirac, Saint-Denis-en-Margeride, Saint-Étienne-du-Valdonnez, Saint-Étienne-Vallée-Française, Saint-Flour-de-Mercoire, Saint-Frézal-d'Albuges, Saint-Frézal-de-Ventalon, Saint-Gal, Saint-Hilaire-de-Lavit, Saint-Jean-la-Fouillouse, Saint-Juéry (Lozère), Saint-Julien-d'Arpaon, Saint-Julien-du-Tournel, Saint-Laurent-de-Muret, Saint-Léger-de-Peyre, Saint-Léger-du-Malzieu, Saint-Martin-de-Boubaux, Saint-Martin-de-Lansuscle, Saint-Michel-de-Dèze, Saint-Pierre-de-Nogaret, Saint-Pierre-le-Vieux (Lozère), Saint-Privat-de-Vallongue, Saint-Privat-du-Fau, Saint-Saturnin (Lozère), Saint-Sauveur-de-Ginestoux, Saint-Sauveur-de-Peyre, Sainte-Croix-Vallée-Française, Sainte-Hélène (Lozère), Les Salelles (Lozère), Servières
- Haut – A
- B
- C
- D
- E
- F
- G
- H
- I
- J
- K
- L
- M
- N
- O
- P
- Q
- R
- S
- T
- U
- V
- W
- X
- Y
- Z

## T
| Blason de La Tieule | Blason  | D’azur, à une voûte caussenarde en lauze d'argent, cantonné en chef de deux feuilles de hêtre d’or, montant en barre et en bande; à un dolmen d'argent posé sur une plaine herbée d'or, accompagné en chef d'une gerbe de blé de neuf épis d’or et accosté de deux demi brebis affrontées d’argent, mouvant des flancs de l’écu ; le tout brochant sur la voûte. |
| Blason de La Tieule | Détails | L’attachement à l’agropastoralisme qui anime la commune de La Tieule est marquée par les brebis, la plaine herbeuse et la gerbe de blé. Cette gerbe de blé est composée de neuf épis pour chacun des lieux habités : La Tieule, Le Lebous, Longviala, Pertuzades, Le Duc, Malavilette, La Falgette, Lou-Claouzet et La Foulguière. Le dolmen indique la présence de celui du Lebous. L’azur reprend le champ des armes du seigneur de Canilhac, fondateur de la baronnie du même nom et dont l’influence s’étendait jusqu’à La Tieule. Le blason exact est « d’azur au lévrier rampant d’argent, colleté et onglé de gueules à la bordure componée d’argent ». La reprise intégrale du blason de famille étant interdite pour les municipalités il suffit d’en emprunter un ou plusieurs éléments. La voûte recouverte de lauze traduit le nom du village (La tuile) et permet de marquer le patrimoine architectural de la commune typiquement caussenard avec ces toits de lauzes sur voûte comme on les trouve sur chacun des huit lieux habités. Les deux feuilles de hêtre symbolisent les bois. Les ornements représentent deux fleurs de cardabelle de sinople, fleuries d'or, mises en sautoir par la pointe et liées d'argent, le village se trouvant sur le Causse de Sauveterre. Le listel d'argent porte le nom de la commune en lettres majuscules de sable. La couronne de tours dit que l’écu est celui d’une commune ; elle n’a rien à voir avec des fortifications. Conflit héraldique : le dessin ne laisse pas voir le fait que tout broche sur la voûte. Le statut officiel du blason reste à déterminer. |

Pas d'information pour les communes suivantes : Termes (Lozère), Trélans

## V
| Blason de Vebron | Blason  | D'azur au château de trois tours d'argent maçonné de sable, à la champagne ondée aussi d'argent chargée d'un castor de gueules. |
| Blason de Vebron | Détails | Conflit héraldique : le dessin présente un château ouvert et ajouré de sable. Le statut officiel du blason reste à déterminer.  |

| Blason de Vialas | Blason  | D'azur, à trois flambeaux d'or allumés de gueules, posés en pal. |
| Blason de Vialas | Détails | Le statut officiel du blason reste à déterminer.                 |

| Blason de Vignes (Les) | Blason  | D'azur au cep de vigne arraché, feuillé et fruité de quatre grappes de raisin, soutenu d'une tierce ondée, le tout d'or; chaussé de gueules chargé de deux tours d'or maçonnées de sable et ouvertes du champ. |
| Blason de Vignes (Les) | Détails | Armes parlantes. Conflit héraldique : la tierce, annoncée "ondée" dans le blasonnement, n'est pas représentée comme telle. Le statut officiel du blason reste à déterminer.                                    |

| Blason de Villefort | Blason  | D'azur au huchet contourné d'argent, virolé et enguiché de gueules, accompagné de trois molettes d'or. |
| Blason de Villefort | Détails | Approuvé par délibération du conseil municipal, date inconnue                                          |

Pas d'information pour les communes suivantes : La Villedieu (Lozère)
- Haut – A
- B
- C
- D
- E
- F
- G
- H
- I
- J
- K
- L
- M
- N
- O
- P
- Q
- R
- S
- T
- U
- V
- W
- X
- Y
- Z

## Sources et références
1. 1 2 3  Marius Balmelle et Robert Louis, Armorial des communes du département de la Lozère : Chefs-Lieux de canton, t. 1, Mende, Georges Caussignac, 1959, 56 p., p. 19
2. ↑  Source : Lozère Nouvelle du 18 juillet 2008, p. 33.
3. ↑  [PDF] Explications du blason de Bédouès
4. ↑  « Blason », sur armorialdefrance.fr (consulté le 8 avril 2023).
5. ↑  Marius Balmelle et Robert Louis, Armorial des communes du département de la Lozère : Chefs-Lieux de canton, t. 1, Mende, Georges Caussignac, 1959, 56 p., p. 22
6. ↑  Marius Balmelle et Robert Louis, Armorial des communes du département de la Lozère : Chefs-Lieux de canton, t. 1, Mende, Georges Caussignac, 1959, 56 p., p. 23
7. 1 2 3 4 5 6  Armorial de France
8. ↑  Marius Balmelle et Robert Louis, Armorial des communes du département de la Lozère : Chefs-Lieux de canton, t. 1, Mende, Georges Caussignac, 1959, 56 p., p. 24
9. ↑  « 48045 Chaudeyrac (Lozère) », sur armorialdefrance.fr (consulté le 12 avril 2021).
10. ↑  « Blason de Chaulhac », sur armorialdefrance.fr (consulté le 21 janvier 2024).
11. ↑  « Blason de Cheylard-l'Évêque », sur armorialdefrance.fr (consulté le 29 septembre 2023).
12. ↑  « Blason », sur armorialdefrance.fr (consulté le 8 avril 2023).
13. ↑  « Blason », sur armorialdefrance.fr (consulté le 8 avril 2023).
14. ↑  « Blason », sur faudepeyre.fr (consulté le 9 avril 2023).
15. ↑  Marius Balmelle et Robert Louis, Armorial des communes du département de la Lozère : Chefs-Lieux de canton, t. 1, Mende, Georges Caussignac, 1959, 56 p., p. 28
16. ↑  Marius Balmelle et Robert Louis, Armorial des communes du département de la Lozère : Chefs-Lieux de canton, t. 1, Mende, Georges Caussignac, 1959, 56 p., p. 29
17. ↑  Marius Balmelle et Robert Louis, Armorial des communes du département de la Lozère : Chefs-Lieux de canton, t. 1, Mende, Georges Caussignac, 1959, 56 p., p. 30
18. ↑  « Blason », sur armorialdefrance.fr (consulté le 8 avril 2023).
19. ↑  Javols a son Blason ! sur le site de la commune.
20. ↑  Marius Balmelle et Robert Louis, Armorial des communes du département de la Lozère : Chefs-Lieux de canton, t. 1, Mende, Georges Caussignac, 1959, 56 p., p. 33
21. ↑  Marius Balmelle et Robert Louis, Armorial des communes du département de la Lozère : Chefs-Lieux de canton, t. 1, Mende, Georges Caussignac, 1959, 56 p., p. 34
22. ↑  Marius Balmelle et Robert Louis, Armorial des communes du département de la Lozère : Chefs-Lieux de canton, t. 1, Mende, Georges Caussignac, 1959, 56 p., p. 35
23. ↑  Marius Balmelle et Robert Louis, Armorial des communes du département de la Lozère : Chefs-Lieux de canton, t. 1, Mende, Georges Caussignac, 1959, 56 p., p. 36
24. ↑  Marius Balmelle et Robert Louis, Armorial des communes du département de la Lozère : Chefs-Lieux de canton, t. 1, Mende, Georges Caussignac, 1959, 56 p., p. 40
25. ↑  Armorial de France, consulté le 1er avril 2020.
26. ↑  Marius Balmelle et Robert Louis, Armorial des communes du département de la Lozère : Chefs-Lieux de canton, t. 1, Mende, Georges Caussignac, 1959, 56 p., p. 42
27. ↑  « Blason », sur armorialdefrance.fr (consulté le 8 avril 2023).
28. ↑  Marius Balmelle et Robert Louis, Armorial des communes du département de la Lozère : Chefs-Lieux de canton, t. 1, Mende, Georges Caussignac, 1959, 56 p., p. 45
29. ↑  « Blason », sur armorialdefrance.fr (consulté le 8 avril 2023).
30. ↑  « Blason », sur armorialdefrance.fr (consulté le 8 avril 2023).
31. ↑  Adopté en août 2009, Lozère Nouvelle du 21 août 2009, p. 47
32. ↑  « Blason », sur armorialdefrance.fr (consulté le 8 avril 2023).
33. ↑  Marius Balmelle et Robert Louis, Armorial des communes du département de la Lozère : Chefs-Lieux de canton, t. 1, Mende, Georges Caussignac, 1959, 56 p., p. 46
34. ↑  Marius Balmelle et Robert Louis, Armorial des communes du département de la Lozère : Chefs-Lieux de canton, t. 1, Mende, Georges Caussignac, 1959, 56 p., p. 49
35. ↑  « Bienvenue - Lozère », sur Saint-Bauzile - Lozère (consulté le 9 avril 2023).
36. ↑  « Blason », sur armorialdefrance.fr (consulté le 8 avril 2023).
37. ↑  Marius Balmelle et Robert Louis, Armorial des communes du département de la Lozère : Chefs-Lieux de canton, t. 1, Mende, Georges Caussignac, 1959, 56 p., p. 50
38. 1 2  Marius Balmelle et Robert Louis, Armorial des communes du département de la Lozère : Chefs-Lieux de canton, t. 1, Mende, Georges Caussignac, 1959, 56 p., p. 52
39. ↑  « Blason », sur armorialdefrance.fr (consulté le 8 avril 2023).
40. ↑  « Blason », sur armorialdefrance.fr (consulté le 8 avril 2023).
41. ↑  « Blason », sur armorialdefrance.fr (consulté le 8 avril 2023).
42. ↑  Marius Balmelle et Robert Louis, Armorial des communes du département de la Lozère : Chefs-Lieux de canton, t. 1, Mende, Georges Caussignac, 1959, 56 p., p. 51
43. ↑  https://armorialdefrance.fr/page_blason.php?ville=20592
44. ↑  « 48189 La Salle-Prunet (Lozère) », sur armorialdefrance.fr (consulté le 23 janvier 2023).
45. ↑  Marius Balmelle et Robert Louis, Armorial des communes du département de la Lozère : Chefs-Lieux de canton, t. 1, Mende, Georges Caussignac, 1959, 56 p., p. 55